# Pablo Ledesma
Pour les articles homonymes, voir Ledesma.
 (novembre 2013).
Si vous disposez d'ouvrages ou d'articles de référence ou si vous connaissez des sites web de qualité traitant du thème abordé ici, merci de compléter l'article en donnant les références utiles à sa vérifiabilité et en les liant à la section « Notes et références ».
Pablo Martin Ledesma est un footballeur argentin (né le 4 février 1984 à La Falda), évoluant au poste de milieu de terrain.

## Biographie
Pablo Martin Ledesma fait ses débuts de footballeur au Club Atlético Talleres avec qui il débute en Primera Division lors de la saison 2001-02, à 18 ans. Il ne joue que 2 matchs mais est repéré par le CA Boca Juniors, le club populaire de Buenos Aires. Avec le club de la capitale, il ne joue pas en équipe première lors de sa première saison, se contentant des équipes jeunes. Il ne débute au CA Boca Juniors qu'à la fin de l'année 2003, en participant à un match du Torneo Apertura, ce qui lui permet d'être au palmarès de ce Torneo Apertura. En 2004, il jouera 3 matchs en Torneo Clausura. Il débutera en compétition continentale en juin 2004, en demi-finale de la Copa Libertadores,contre le grand rival CA River Plate. Le CA Boca Juniors remporte le match aux tirs au but : Ledesma y est titulaire et marque son tir au but. L'équipe sera battue en finale par les Colombiens du Corporación Deportiva Once Caldas (1-1, 0-2 aux tirs au but).
Il va véritablement commencer à être utilisé par son équipe lors du Torneo Apertura 2004 où Ledesma joue 13 matchs. Le CA Boca Juniors ne termine que 8e mais va remporter la Copa Sudamericana face au Bolívar La Paz (0-1, 2-0) (Ledesma ne joue que la dernière demi-heure du match retour). Il ne sera durant l'année 2005 qu'employé avec intermittence : il jouera 12 matchs (sans buts) en Torneo Clausura - le club ne sera que 15e du championnat. Le club remporte la Recopa Sudamericana face au Corporación Deportiva Once Caldas (3-1, 1-2), mais Ledesma ne rentre pas sur le terrain. En Torneo Apertura 2005, Ledesma joue seulement 5 matchs avec toutefois son premier but à la clé. Le club terminera 1er et sera champion. Le club remporte dans la foulée sa seconde Copa Sudamericana d'affilée face aux mexicains du Pumas UNAM (2-2, 4-3 aux tirs au but). Ledesma est titulaire au match aller et rentre à 20 minutes de la fin au retour.
Ce n'est qu'en 2006 que Ledesma devient titulaire dans l'entrejeu : il participe à 16 matchs du Torneo Clausura, où le club, 1er est champion. Le club remporte ensuite sa seconde Recopa Sudamericana d'affilée face au São Paulo (2-1, 2-2). Il joue toute la 2e mi-temps du match aller et l'intégralité du retour. Il participe ensuite à 19 matchs du Torneo Apertura où l'équipe, première ex-aequo, perd son match de barrage contre l'Estudiantes de La Plata (1-2). Ledesma y est expulsé après 39 minutes et des échauffourées avec Pablo Álvarez, lui aussi expulsé. Ces deux joueurs se retrouveront coéquipiers à Catania trois ans plus tard.
Pablo Ledesma reste en 2007 au CA Boca Juniors : au Torneo Clausura, le club termine 2e, Ledesma joue 13 matchs et marque 1 but. En avril, il obtient sa première et jusqu'ici unique sélection en équipe d'Argentine pour un match face au Chili. Durant l'été, le club remporte le titre continental suprême, sa 6e Copa Libertadores, en battant en finale le Grêmio (3-0, 0-2). Ledesma joue l'intégralité des deux matchs. Il va ensuite enchaîner sur un énorme Torneo Apertura 2007 avec 6 buts, son record, en 18 matchs. Le club ne terminera toutefois que 4e. En décembre, le club est défait en finale de Coupe du monde des clubs par le Milan AC : 4-2. Ledesma rentre à 20 minutes de la fin et trouve le moyen de marquer et de se faire expulser en fin de match. Lors du Torneo Clausura 2008, Ledesma joue 12 matchs sans marquer et le club termine juste derrière le champion Club Atlético River Plate.
À l'été 2008, à 24 ans et pas mal d'expérience derrière lui, il fait le grand saut et part rejoindre la colonie argentine du Catania en Serie A. Il y rejoint notamment son ancien coéquipier au CA Boca Juniors Matías Silvestre, parti 6 mois avant lui. Le coût est de 3 millions d'euros pour le club sicilien. Il est titulaire au milieu de cette équipe sous les ordres de Walter Zenga. Touché par une pubalgie en novembre, Pablo Ledesma sautera quelques matchs mais inscrira tout de même 2 buts en 24 matchs et enchaînant quelques belles performances. En avril 2009, il est victime d'une rupture des ligaments croisés antérieures, ce qui lui l'oblige à écourter sa saison et à rater une partie de la suivante. Il a du coup perdu sa place de titulaire et n'a pu participer qu'à seulement 15 matchs.

## Carrière
- jan. 2001-déc. 2002 :  Club Atlético Talleres
- jan. 2003-2008 :  Boca Juniors
- 2008-jan. 2012 :  Calcio Catane
- jan. 2012-jan. 2015 :  Boca Juniors
- depuis jan. 2015 :  CA Colón

## Palmarès
- avec CA Boca Juniors :
  - Champion d'Argentine - Tournoi d'ouverture en 2003, 2005 et 2015
  - Champion d'Argentine - Tournoi de fermeture en 2006
  - Vainqueur de la Copa Sudamericana en 2004 et 2005
  - Vainqueur de la Recopa Sudamericana en 2005 et 2006
  - Vainqueur de la Copa Libertadores en 2007